# Lynk & Co 03
La Lynk & Co 03 è una vettura prodotta dalla casa automobilistica cinese-svedese Lynk & Co a partire dal 2018.

## Caratteristiche
La 03 è una berlina compatta a 3 volumi e 4 porte, con schema tecnico tutto avanti, con motore traversale e trazione anteriore ed è il terzo modello del costruttore, dopo i SUV Lynk & Co 01 e Lynk & Co 02. La vettura viene prodotta negli stabilimenti in Cina della Geely e in Belgio dalla Volvo.
Lynk & Co 03 è stato messa sul mercato a ottobre 2018 ed è meccanicamente simile alla Lynk & Co 02, costruite entrambe sulla piattaforma Compact Modular Architecture. La 03 è stata presentata a settembre 2018 durante il Chengdu Auto Show in Cina mentre la commercializzazione in Cina è iniziata nel maggio 2019. Le motorizzazioni disponibili sono turbo benzina, ovvero un 1,5 litri tre cilindri da 156 CV o 180 CV ed un 2,0 litri da 190 CV. La trasmissione è affidata a un cambio manuale a 6 marce o in opzione un doppia frizione a 7 marce. Misura 4.639 mm in lunghezza, 1.840 mm in larghezza e 1.460 mm in altezza, il passo è di 2.730 mm.

## Attività sportiva
La 03 viene utilizzata nel World Touring Car Cup 2019 dalla scuderia svedese Cyan Racing che l'adatta secondo le normative TCR. La vettura viene guidata dai piloti Thed Björk, Yann Ehrlacher, Yvan Muller e Andy Priaulx.